# Jaromír Lang
Jaromír Lang (6. dubna 1914 Bojanovice na Klatovsku – 17. června 1979 Praha) byl český a československý literární historik, vysokoškolský učitel, politik Komunistické strany Československa, poslanec Sněmovny národů Federálního shromáždění a České národní rady za normalizace. Po srpnu 1968 představitel prosovětského kolaboračního křídla KSČ.

## Biografie
Vystudoval gymnázium v Sušici a poté Filozofickou fakultu Univerzity Karlovy. Již od studií se angažoval v levicových a komunistických studentských skupinách. V roce 1938 vstoupil do KSČ. V letech 1939–1940 byl vězněn v koncentračním táboře Sachsenhausen, po návratu z tábora pracoval např. jako redaktor v nakladatelství Melantrich. Hned po osvobození se stal vedoucím kulturního oddělení nově zřízeného ÚRO a stal se členem kulturně-propagační komise ÚV KSČ. Od roku 1946 také vyučoval na nově zřízené Pedagogické fakultě Univerzity Karlovy. Zabýval se literární vědou a dějinami literatury.
V roce 1946 podepsal prokomunistické „Májové poselství kulturních pracovníků českému lidu!“ publikované před parlamentními volbami do Národního shromáždění. Tento předvolební manifest podepsalo celkem 843 kulturních pracovníků a komunisté volby vyhráli. V roce 1948 podepsal výzvu prokomunistické inteligence Kupředu, zpátky ni krok!, jež byla vydána dne 25. února 1948 na podporu komunistického převratu. V roce 1977 podepsal „Antichartu“.
Po roce 1948 patřil mezi představitele komunistické ostře prorežimní skupiny na Filozofické fakultě Univerzity Karlovy. Na jaře 1948 se stal diplomatem a od června téhož roku byl prvním komunistickým velvyslancem ve Švýcarsku. Už v polovině roku 1949 však byl odvolán a stal se delegátem u ředitelství UNESCO v Paříži. Roku 1951 musel z diplomacie odejít (přispělo k tomu i jeho manželství s Herbertou Masarykovou, vnučkou Tomáše Garrigue Masaryka) a vrátil se k akademické činnosti. V letech 1961–1963 byl děkanem Filozofické fakulty Univerzity Palackého. K roku 1969 se uvádí jako vedoucí katedry Univerzity 17. listopadu v Praze. Po invazi vojsk Varšavské smlouvy do Československa patřil do ultralevicové kolaborační frakce KSČ okolo Josefa Jodase. 9. října 1968 se v rámci této skupiny účastnil jejího velkého mítinku v sále libeňské Čechie.
Po provedení federalizace Československa usedl do Sněmovny národů Federálního shromáždění. Mandát nabyl až dodatečně v prosinci 1969. Nominovala ho Česká národní rada, v níž zasedal od listopadu 1969. Ve federálním parlamentu setrval do konce volebního období, tedy do voleb roku 1971.